# 銀河國際會議中心
銀河國際會議中心（英語：Galaxy International Convention Center，英文簡稱：GICC）位於澳門路氹城「澳門銀河」綜合渡假城第三期，是澳門的大型會議及展覽場地，由銀河娛樂集團全資擁有。中心上蓋為澳門安達仕酒店，內部設有展覽館、會議室和綜藝館。目前，會議中心的會議展覽設施和綜藝館已於2023年4月起開始試業，酒店於2023年9月15日正式開幕。整個第三期項目於2023年12月13日正式開幕。

## 歷史
2017年5月4日，銀娛表示，“澳門銀河”三期圖則正式入紙。
2018年2月28日，銀娛公布2017年業績，集團副主席呂耀東在業績公布會上表示，銀河三、四期已開展地基工程，第三期項目首階段預計在2019年陸續完成，第四期則預計在2020年底開始推出，投資和預算方面維持在500億元。呂耀東稱，因應銀河第三期第一階段，將建有1.6萬個座位的競技場及會展中心，另建賭場及1,500間酒店客房。在第四期方面，則有97%作為非博彩項目，當中會引進創新科技及消閒元素，另建有3,000間客房。
2019年3月1日，銀娛宣佈「澳門銀河」第三期及四期計劃分別在2021至2022年期間開幕，合共將提供約4,500間酒店客房、40萬方呎的會議展覽空間、50萬方呎並設有16,000個座位的多用途場館、餐飲、零售及娛樂場等。
2019年11月5日，銀娛宣布，旗下銀河綜合度假城將迎來安達仕品牌酒店進駐，當時計劃於2021年開業。
2021年10月下旬，多間外文媒體引述投資銀行高盛的報道，原定2021年開幕的“澳門銀河”第三期，因受到外圍經濟因素及本地COVID-19疫情影響，雖然第三期工程已經基本竣工，但銀娛表示將會配合市場狀況而開幕，其投入運作取決於「更可持續的市場復甦」。
2022年10月中旬，投資銀行高盛引述銀河娛樂集團指，受鄰近地區及海外COVID-19疫情影響，導致旗下酒店入住率仍徘徊在約30%水平，在旅客及賭收未見復甦前，不想再額外增加經營成本。因此集團對成本控制持謹慎態度，由於裝修「執漏」和獲政府批准或額外需時約3個月，預計第三期項目包括會議中心和綜藝館延至2023年開幕。
2023年2月23日，銀河娛樂集團公布2022第四季及全年業績，集團主席呂志和已確認路氹第三期項目基本竣工，正致力發展第四期項目，並計劃第2季度推出第3期銀河國際會議中心、銀河綜藝館及銀河萊佛士，未來亦會繼續留意市場情況，在合適時候推出澳門安達仕酒店。並將於2023年4月舉行首個MICE活動。緊隨其後，將會在最頂級的銀河綜藝館舉辦世界級演唱會，包括韓國流行音樂組合Treasure和極受歡迎的BLACKPINK舉行的世界巡迴演唱會。
2023年3月2日，香港行政長官李家超應邀率團訪澳，在與澳門行政長官賀一誠會面前，由澳門保安司司長黃少澤帶領李家超等一行代表團成員，參觀銀河娛樂集團旗下位於銀河第三期的國際會議中心，集團副主席呂耀東親身接待。
2023年4月，中心舉行首個MICE活動。澳門貿易投資促進局表示，活動帶動約11,000名商務旅客來自世界各地及中國大陸各省市到訪澳門並參加會議。據介紹新建成的會展中心將於2023年內投入使用，能容納1萬6千人。
2023年5月20至21日，綜藝館首次舉行連續性的大型演唱會活動，為來自韓國的女子組合BLACKPINK，但在演唱會舉行期間或之後引起了不少社會及網絡上的爭議，更傳出發生粉絲之間互相打鬥事件。另外，為配合相關演唱會活動舉行，“澳門銀河”特意在會議中心外牆舉行燈光秀，鑽石大堂的常設表演「運財銀鑽」出現了「粉紅巨鑽」同時融入了名曲《How You Like That》作背景音樂，為演唱會特別打造成一片粉紅海；亦同時推出多項與演唱會關連的推廣產品和推出餐廳限定活動或優惠。
2023年5月26日，國務院港澳事務辦公室主任夏寶龍到澳門視察，期間包括考察新建成的銀河國際會議中心。經濟財政司司長李偉農受訪時表示，夏寶龍特別關心澳門非博彩元素發展及開拓海外客源的情況。參觀期間又勉勵博企履行承批合同的要求，做好非博彩元素的發展。
2023年6月12日，銀河綜藝館與騰訊音樂旗下的TME live 騰訊音樂超現場戰略合作協議，為期3年，為澳門引入及舉辦各項娛樂盛事活動，促進澳門文化娛樂產業的發展。包括於2023年7月中旬舉行的第四屆 TMEA 騰訊音樂娛樂盛典。
2023年8月9日，銀河綜藝館與華納音樂中國訂立三年的戰略合作協議。根據協議內容，華納音樂集團將安排旗下藝人赴澳門舉辦演唱會，策劃及出品包括音樂節、音樂講座、論壇類及商業類活動落地澳門，並安排集團旗下藝人赴澳門參加商業類活動。
2023年9月15日，澳門安達仕酒店正式開幕。
2023年11月下旬，銀河綜藝館與愛奇藝宣佈訂立並簽署了戰略合作協議，雙方約定將充分調動及整合各自的優勢資源及經驗，搭建強大的互動交流平台，於澳門組織豐富的文化娛樂活動及錄製，共同促進澳門文化娛樂行業的發展，並助力澳門構建成「演藝之都」。雙方將在戰略合作協議的基礎上，積極在綜藝節目及影視劇合作、VR 線下全感沉浸式體驗秀出品及大型娛樂活動的落地舉辦等相關領域開展緊密合作。其中，《愛奇藝尖叫之夜》按雙方約定將連續三年定點全澳最新最大的銀河綜藝館舉辦。同時，備受矚目的爆款電視劇 IP《蒼蘭訣》全感 VR 實境體驗亦計劃於 2024 年落地「澳門銀河」。
2023年12月13日，澳門銀河第三期舉行開幕典禮，項目包括國際會議中心、綜藝館及兩間奢華品牌酒店澳門安達仕酒店及澳門銀河萊佛士，合共提供逾1,100間客房。

## 設施

### 展覽及會議
會議中心會展空間總面積達40,000平方米。設施包括面積達10,000平方米的無柱式展覽館；擁有650個座位的演講廳；可容納2,400位賓客的禮宴廳；面積約4,000平方米的會議廳；以及可以同時接待超過1,000位賓客的宴會廳。
- 銀河國際會議中心場地概覽 （页面存档备份，存于）

### 銀河綜藝館
銀河綜藝館（Galaxy Arena），位於澳門路氹城銀河國際會議中心E館，於2023年4月起試業。銀河綜藝館是澳門目前最大的室内綜藝館，可容納多達16,000人，並可舉辦大型娛樂表演、演唱會等。
據館方介紹，綜藝館提供靈活定製的空間，可迎合中央舞台、三面舞台及拳擊台等設置。尖端高清播放技術及無視覺遮擋設計，創造了360度全方位視聽享受。館內還設有8間貴賓包廂，賓客可在奢華私密的氛圍中輕鬆交流。

### 澳門安達仕酒店
澳門安達仕酒店（Andaz Macau），為會議中心的上蓋酒店項目，於2023年9月15日正式開幕，酒店以中葡文化傳統為靈感而設計，設有專供大型會展及獎勵旅遊團隊辦理入住手續的大堂，700多間客房和套房、安達仕酒廊、大堂吧、餐廳，以及健身中心和室內恆溫泳池等。

## 歷年大型活動

### 會議展覽
- 2023年7月27日至30日：「2023粵澳名優商品展」[34]；
- 2023年9月20日至23日：第十屆世界旅遊經濟論壇•澳門2023[35]
- 2023年9月27日至28日：“青年就業博覽會2023”，由澳門勞工事務局主辦，澳門中華新青年協會承辦，澳門中華學生聯合總會及澳門青年發展服務中心參與支持[36]。
- 2023年11月21日至22日：“2023全球合法與可持續木業高峰論壇”（GLSTF2023），由澳門貿易投資促進局及國際熱帶木材組織（ITTO）共同主辦[37]
- 2024年9月23日：第二屆中國──葡語國家中央銀行及金融家會議[38]

### 演藝活動

#### 音樂會
- 《小曾根真與澳門樂團》（2023年12月23日，銀河演講廳）
- 《「灣區升明月」2024大灣區電影音樂晚會》（2024年9月22日，銀河綜藝館）[39]
- 《銀河聲薈 多明戈與友歌劇盛宴》（2024年10月20日，銀河綜藝館）

#### 演唱會
| 舉辦日期               | 歌手         | 活動名稱                                           | 場數 | 備註                                                                      | 相關資料 |
| ---------------------- | ------------ | -------------------------------------------------- | ---- | ------------------------------------------------------------------------- | -------- |
| 2023年4月22日          | TREASURE     | 2023 TREASURE TOUR [HELLO] IN MACAU                | 1    | 為銀河綜藝館正式試業後首個大型演唱會活動                                  | [ 40 ]   |
| 2023年5月20日至21日    | BLACKPINK    | 《BLACKPINK WORLD TOUR「BORN PINK」MACAU》         | 2    |                                                                           | [ 41 ]   |
| 2023年6月3日           | 蔡徐坤       | 《KUN 2023「迷」WORLD TOUR》                       | 1    | 為蔡徐坤其個人世界巡迴演唱會首站 首位在此场馆开演唱会的华语歌手           | [ 42 ]   |
| 2023年6月10日          | Super Junior | 「SUPER JUNIOR Fan Party」                         | 1    |                                                                           | [ 43 ]   |
| 2023年7月15日至16日    | 王嘉爾       | 《JACKSON WANG MAGICMAN WORLD TOUR》澳門站         | 2    | 大中華地區巡演首站                                                        | [ 44 ]   |
| 2023年7月22日          | 樂華娛樂群星 | 2023 乐华家族演唱会                                | 1    |                                                                           | [ 45 ]   |
| 2023年8月12日          | 潘瑋柏       | 2023潘瑋柏For‧Ever生日主題限定演唱會               | 1    |                                                                           |          |
| 2023年9月3日           | 兩岸三地群星 | 劇好聽的演唱會                                     | 1    |                                                                           |          |
| 2023年9月9日           | 許冠傑       | 許冠傑巡迴演唱會-澳門站                            | 1    |                                                                           |          |
| 2023年9月23日          | 溫拿         | 情不變·說再見 Farewell with LOVE 演唱會-澳門站     | 1    |                                                                           |          |
| 2023年9月30日至10月1日 | 陳慧琳       | Season 2演唱會澳門站                               | 2    | 首位香港以至華語女歌手於銀河綜藝館舉辦及舉辦連續兩場演唱會                | [ 46 ]   |
| 2023年10月13日至14日   | (G)I-DLE     | I AM FREE-TY                                       | 2    |                                                                           | [ 47 ]   |
| 2023年10月21日         | 群星         | 大眾電影2023大灣區音樂匯                           | 1    | 由澳門文化局支持，新華社．聲在中國、大眾電影聯合呈現 澳門文化交流協會主辦 | [ 48 ]   |
| 2023年11月18日至19日   | 時代少年團   | 時代少年團叁重樓暨出道四周年演唱會“樓外樓”- 澳門站 | 2    |                                                                           |          |
| 2023年11月25日         | 群星         | 2023爱奇艺尖叫之夜                                 | 1    |                                                                           |          |
| 2023年12月2日          | 張信哲       | 「未來式2.0」巡迴演唱會-澳門站                     | 1    |                                                                           |          |
| 2023年12月8日至10日    | 薛之謙       | 《天外來物巡迴演唱會》- 澳門站                     | 3    |                                                                           | [ 49 ]   |
| 2023年12月31日         | 群星         | 江苏卫视2024跨年演唱会                             | 1    |                                                                           |          |

| 舉辦日期                  | 歌手                | 活動名稱                                                  | 場數 | 備註                                                           | 相關資料 |
| ------------------------- | ------------------- | --------------------------------------------------------- | ---- | -------------------------------------------------------------- | -------- |
| 2024年1月13日             | 楊丞琳              | LIKE A STAR 世界巡迴演唱會—澳門站                         | 1    |                                                                |          |
| 2024年1月21日             | OneRepublic         | The Artificial Paradise Tour in Macao                     | 1    | 首隊踏足在澳門及該綜藝館的西方樂隊舉辦巡                       |          |
| 2024年1月27日至28日       | ENHYPEN             | ENHYPEN WORLD TOUR 'FATE'                                 | 2    |                                                                |          |
| 2024年2月3日至4日         | NCT127              | NEO CITY - The Unity                                      | 2    |                                                                |          |
| 2024年2月14日至15日       | 楊千嬅              | MY TREE OF LIVE世界巡迴演唱會—澳門站                      | 2    |                                                                |          |
| 2024年2月24日             | 李健                | 「萬物安生時」世界巡迴演唱會-澳門站                       | 1    |                                                                |          |
| 2024年3月2日              | 梁靜茹              | 「當我們談論愛情」世界巡迴演唱會—澳門站                   | 1    |                                                                |          |
| 2024年3月9日              | 亞洲超星團          | 「成團之夜」總決賽                                        | 1    | 綜藝電視節目 無線電視翡翠台及優酷國際版獨家轉播                |          |
| 2024年3月15日至16日       | 周興哲              | Odyssey~旅程RETURNS—澳門站                                | 2    |                                                                | [ 50 ]   |
| 2024年3月23日             | 梁詠琪              | 時間遇上我們演唱會 - 澳門站                               | 1    |                                                                |          |
| 2024年3月30日             | 王心凌              | Sugar High 世界巡迴演唱會 - 澳門站                        | 1    |                                                                |          |
| 2024年4月6日              | 馬群耀              | Billkin Tempo Concert Tour 2024 in MACAU                  | 1    |                                                                |          |
| 2024年5月11日至12日       | 伍佰&China Blue     | ROCK STAR 世界巡迴演唱會-澳門站                           | 2    |                                                                |          |
| 2024年5月16日至19日       | MIRROR              | FEEL THE PASSION CONCERT TOUR 2024 - 澳門站               | 4    | 原訂2場，因反應熱烈而加開一場 因反應熱烈，爾後又終極加推一場   |          |
| 2024年6月7日              | 李宗盛              | 「有歌之年」演唱會-澳門站                                 | 1    |                                                                |          |
| 2024年6月15日             | 側田                | 第一秒巡迴演唱會-澳門站                                   | 1    |                                                                |          |
| 2024年6月29日             | 伯賢                | 2024 伯賢亞洲巡迴演唱會 <LONSDALEITE>                     | 1    |                                                                |          |
| 2024年7月19日至20日       | 群星                | TMEA騰訊音樂娛樂盛典 室內音樂節                           | 2    |                                                                |          |
| 2024年8月2日至4日，9-11日 | 鄧紫棋              | I AM GLORIA 世界巡迴演唱會 - 澳門站                       | 6    | 前三場開賣秒售罄，加開三場，創下銀河綜藝館開唱最多場次的女歌手 | [ 53 ]   |
| 2024年8月17日             | 劉若英              | [飛行日] 2024巡迴演唱會-澳門站                            | 1    |                                                                |          |
| 2024年8月23日至24日       | 時代少年團          | 時代少年團「叁重樓」—「樓非樓」演唱會 - 澳門站            | 2    |                                                                |          |
| 2024年8月30日至31日       | TOMORROW X TOGETHER | TOMORROW X TOGETHER WORLD TOUR <ACT : PROMISE>            | 2    |                                                                |          |
| 2024年10月3日至6日        | 劉德華              | 「今天...is the Day」巡迴演唱會-澳門站                    | 4    |                                                                | [ 54 ]   |
| 2024年10月19日            | 洪嘉豪              | Kaho Live 2024 - 澳門站                                   | 1    |                                                                |          |
| 2024年10月25日至27日      | (G)I-DLE            | WORLD TOUR [iDOL] IN MACAU                                | 3    |                                                                |          |
| 2024年11月2日至3日        | ZEROBASEONE         | 2024 ZEROBASEONE THE FIRST TOUR [TIMELESS WORLD] IN MACAU | 2    |                                                                |          |
| 2024年11月8日至9日        | 刀郎                | 山歌響起的地方·刀郎2024巡迴演唱會澳門站                   | 2    |                                                                |          |
| 2024年11月16日至17日      | 王源                | 客廳狂歡巡迴演唱會-澳門站                                 | 2    | 收官特別場                                                     |          |
| 2024年11月29日至30日      | Stray Kids          | Stray Kids World Tour "dominATE"                          | 2    |                                                                |          |
| 2024年12月8日             | 群星                | GMMTV FAN FEST 2024 IN MACAU                              | 1    |                                                                |          |
| 2024年12月14日            | 趙傳                | 趙傳2024《給所有知道我名字的人》巡迴演唱會-澳門站         | 1    |                                                                |          |
| 2024年12月31日            | 群星                | 特侖蘇更好2025江蘇衛視跨年演唱會                          | 1    |                                                                |          |

| 舉辦日期                                        | 歌手                | 活動名稱                                                    | 場數 | 備註                                                         | 相關資料 |
| ----------------------------------------------- | ------------------- | ----------------------------------------------------------- | ---- | ------------------------------------------------------------ | -------- |
| 2025年1月11日                                   | 群星                | 《甄嬛傳》小主節晚會                                        | 1    |                                                              |          |
| 2025年1月18日至19日                             | 群星                | TF家族「2025新年音樂會——熱愛」                              | 2    |                                                              |          |
| 2025年2月1日                                    | 張信哲              | 【未來式終極版】世界巡迴演唱會–澳門站                       | 1    | 春節限定場                                                   |          |
| 2025年2月9日                                    | Green Day           | The Saviors Tour–澳門站                                     | 1    |                                                              |          |
| 2025年2月15日至16日                             | 太陽                | 2025 TOUR [THE LIGHT YEAR] IN MACAU                         | 2    |                                                              |          |
| 2025年2月22日至23日                             | 黃子弘凡            | 「除了快樂禁止入內」巡迴演唱會 - 澳門站                     | 2    |                                                              |          |
| 2025年3月7日至9日                               | 張杰                | 未·LIVE—「開往1982」演唱會-澳門站                           | 3    |                                                              |          |
| 2025年3月21日至22日                             | 金智秀              | 2025 JISOO ASIA FAN TOUR: “LIGHTS, LOVE, ACTION!” IN MACAU  | 2    |                                                              |          |
| 2025年3月29日                                   | 安德烈·波伽利       | ANDREA BOCELLI Live in Concert                              | 1    |                                                              |          |
| 2025年4月26日至27日                             | NCT127              | NEO CITY : MACAU - THE MOMENTUM                             | 2    |                                                              |          |
| 2025年5月2日至3日                               | 周華健              | 【少年俠客】巡迴演唱會 – 澳門站                             | 2    | 原訂1場，因反應熱烈而加開一場                                |          |
| 2025年5月9日至11日                              | TOMORROW X TOGETHER | TOMORROW X TOGETHER WORLD TOUR <ACT : PROMISE> - EP.2       | 3    | 原訂2場，因反應熱烈而加開一場                                |          |
| 2025年5月17日至18日                             | J-Hope              | HOPE ON THE STAGE-澳門站                                    | 2    |                                                              |          |
| 2025年5月31日                                   | 羅志祥              | 羅志祥30巡迴演唱會-澳門站                                   | 1    |                                                              |          |
| 2025年6月6日至8日                               | G-Dragon            | Übermensch WORLD TOÜR in MACAU                              | 3    | 原訂2場，因反應熱烈而加開一場                                |          |
| 2025年6月20日至22日，6月27日至29日，7月4日至6日 | 張學友              | 張學友60+巡迴演唱會-澳門站                                  | 9    | 原訂6場，因反應熱烈而加開两場 因反應熱烈，然後又終極加推一場 |          |
| 2025年7月18至19日                               | 陳卓賢              | IAN CHAN ”TEARS“ IN MY SIGHT SOLO CONCERT TOUR 2025 – MACAU | 2    |                                                              |          |
| 2025年8月1日至3日，8月8日至10日                 | 陈奕迅              | 陈奕迅 Fear and Dreams世界巡回演唱会 - 澳门站               | 6    |                                                              |          |
| 2025年8月30日至31日                             | 伯賢                | 2025 Baekhyun World Tour <Reverie> in MACAU                 | 2    |                                                              |          |
| 2025年9月13日                                   | Dear Jane           | Dearest Dear Jane Live 2025 in Macau                        | 1    |                                                              |          |
| 2025年10月11日至12日                            | 王嘉尔              | JACKSON WANG MAGICMAN 2 WORLD TOUR 2025-2026 in Macau       | 2    |                                                              |          |

#### 頒獎典禮
- 2023年7月8日至9日：第四屆騰訊音樂娛樂盛典
- 2024年7月21日：第五屆騰訊音樂娛樂盛典

### 體育賽事
- 2023年9月17日：銀河娛樂集團 2023姚基金慈善賽[57]
- 2024年4月15日至21日：「2024年澳門國際乒聯男子及女子世界盃 ─ 由銀河娛樂集團呈獻」，由國際乒乓球聯合會授權，體育局、銀河娛樂集團及世界乒乓球管理集團有限公司主辦、澳門乒乓總會協辦[58]。
- 2024年5月28日至6月2日：「銀河娛樂集團FIVB世界女排聯賽澳門2024」[59]
- 2024年10月12日：格格象籠中鬥職業冠軍聯賽·澳門盃賽[60]
- 2024年11月23日：UFC格斗之夜澳门站[61]
- 2025年4月14日至20日：2025年澳門國際乒聯男子及女子世界盃[62]
- 2025年11月9日至21日：中華人民共和國第十五屆運動會（承办乒乓球比赛）[63]

## 獎項
- EarthCheck银徽认证（為澳门首个可持续发展设计标准银徽认证）[64]
- 「2020 金五星—最具期待會議中心獎」和「2020 金五星—最具期待酒店獎」[65]
- 《MICE China》「最值得期待新開業會議中心獎」[66][67]

## 鄰近建築／景點
| 景點 - 路環小型賽車場 - 澳門賽馬會 - 澳門國際遊艇俱樂部 旅館或商業項目 - 皇庭海景酒店 - 澳門葡京人 | 建設 - 路氹國際體育綜合體 - 澳門東亞運動會體育館 （澳門蛋） - 保齡球中心 - 網球學校 - 國際射擊中心 - 澳門戶外表演區 - 澳門科技大學 - 科大醫院 - 蓮花大橋 - 東方高爾夫球會 - 離島醫院綜合體北京協和醫院澳門醫學中心 - 駕駛學習暨考試中心 - 澳門鏡湖護理學院 | 「路氹金光大道™」商標項目 - 澳門威尼斯人度假村酒店 - 金光綜藝館 - 澳門百利宮 - 四季酒店 - 百利沙娛樂場 - 四季·名店 - 澳門倫敦人 - 康萊德酒店 - 倫敦人酒店 - 倫敦人名匯 - 瑞吉酒店 - 澳門巴黎人 - 巴黎人酒店 | 路氹城其他大型項目 - 新濠天地 - 頤居 - 迎尚酒店 - 君悅酒店 - 摩珀斯酒店 - 新濠大道 - 澳門銀河 - 澳門銀河酒店 - 澳門大倉酒店 - 澳門悅榕庄酒店 - 澳門JW萬豪酒店 - 澳門麗思卡爾頓酒店 - 澳門百老匯 - 萊佛士酒店 - 安達仕酒店 - 澳門嘉佩樂酒店 - 新濠影滙 - 新濠影滙酒店 - 澳門W酒店 - 永利皇宫 - 永利皇宮酒店 - 美獅美高梅 - 上葡京 |

## 相關事件及事故

### 工程興建期間
銀河三期地盤在興建期間可說是多災多難，發生數宗嚴重工業意外，單是直至2021年8月已造成4名工人喪生。另外亦揭發黑工犯罪集團案件。
2019年7月11日，司警偵破一宗犯罪集團、涉及偽造文件、僱用、袒護他人等罪的案件。根據一企業舉報揭發路氹一大型地盤，有大判公司一名安全主任利用職權包庇二判及三判公司聘請33名黑工，並用偽造澳門居民身份證、職安卡等作掩飾，使之成為本地工人可進出地盤。行動中司警拘捕15名男子，當中一人為香港居民，其餘均來自中國大陸，任職身份包括安全主任，分判判頭、職員以及十名黑工，案中最少有23名黑工在逃。
2019年7月18日晚上，三期地盤發生一宗工業意外導致一名男性外僱受傷。勞工局接獲通知後，派人員到場調查，初步了解傷者與兩名工友當時將一台中型托板車由地庫二層拉往地庫一層，過程中發生意外，導致托板車向前翻倒壓向傷者頭部，而當時傷者有配戴安全帽。
2020年3月24日下午，會議中心酒店地盤發生嚴重工業意外，警方和消防接報發生棚架倒塌意外，到場得悉事發位置是一個升降機槽，共七名外僱工人被棚架壓住，其中一人負傷自行爬出先被送院，其餘六人被困在狹窄的空間內，且坍塌的木方頗多，需花費一段時間將受困工人逐一救出。其中三人被救出後已沒有呼吸心跳，送院搶救後證實不治，三名死者年齡分別是19、40及52歲，為中國大陸藉外地僱員；另外造成四人受傷，其中三人輕傷經治理後出院。澳門司警經初步調查，指事發時現場正開展建築物拆卸棚架工程，期間三樓電梯槽內的平台突然倒塌，在場的7名工人走避不及被壓著。隨後消防人員接報到場，先後救出傷者並送往醫院救治，其中3名工人經搶救無效死亡。案件初步列為工業意外，由調查科跟進，屍體有待法醫檢驗。2021年1月27日，勞工事務局表示調查顯示棚架超負荷釀成坍塌意外，承建商被罰3.8萬多澳門元。
2021年2月5日，銀河三期的銀河3A地盤發生工業意外，一名30歲男外僱在操作鋸木機期間，疑不慎被鋸木機割斷右手無名指第一節，送往鏡湖醫院急救，送院時清醒。
2021年8月16日上午9時許，銀河三期地盤發生的一宗高處下墮的工作意外，懷疑有人於5樓竹棚工作期間，跌落至地面引致受傷，背部大量出血，左右足踝懷疑骨折，當時沒有呼吸心跳，送往山頂醫院搶救後證實不治。死者為男性，31歲，中國大陸居民，持有外地僱員身份認別證。澳門司警經初步調查後指出，該名中國大陸藉外地僱員是負責地面層鋪設電線工作，事發地點則為天花走廊位置高處，離地約五層樓高。又指出，「向死者的上級瞭解，得知上述天花走廊工程較早前已經完工，公司並沒有指派死者到上述位置工作，因此不清楚死者為何從該處墮下。 」。澳門司警隨後進一步交代案情，指死者由距地28米天花處墮下，案件暫時排除他殺，警方將朝自殺方向調查，經了解可能與死者經濟狀況有關，現場亦沒有發現遺書，死因有待法醫證實。
2021年10月30日上午10時許，銀河第三期地盤發生工業意外，一幅約150平方米的天花突然倒塌，導致五人受傷送院，其中一名傷者一度被困。受修的五人包括四名本地僱員和一名外地僱員，全部為男性工人。經地盤工程師檢查後，起因疑天花螺絲位開孔過大，導致螺母承托力不足所致；勞工事務局檢查後初步懷疑意外可能涉及工程設計或質量問題，已通知承造商停止肇事天花下方位置所有工作。該局其後發出的新聞稿表示，經初步調查，事發時受傷的四名本地工人分別使用兩台流動式升降台，於肇事假天花飾面下方的地面安裝燈飾，受傷的中國大陸男性外僱剛巧於假天花下方經過，被困於下墜的物料中，需由消防員協助救出。五名傷者分別被割傷或壓傷，其中兩名傷者留院觀察，其餘三人主要為手部割傷，經治療後已出院。

### 演唱會紀念品售賣區查獲大量黑工
2025年6月7日，韓國男歌手權志龍在銀河綜藝館舉行世界巡迴演唱會分站期間，網上流傳有警員到場捉“黑工”。治安警察局證實於當天上午聯同勞工事務局在該演唱會的紀念品售賣區對相關的本地及非本地活動工作人員查核身份，期間共調查96名非本地工作人員身份，另將2名相關負責人帶返警局作進一步調查。對於網上流傳有“黃牛”報復主辦單位報警捉“黃牛”後作出報復，當局重申，有關事件仍在跟進調查，倘存在違法情況，將依法處理。
勞工事務局及治安警察局於2025年6月9日發表聯合聲明指演唱會活動中非本地居民志願者不違法，不受規管一事。嚴正聲明澄清企圖以義工規避工作許可屬違法。對於6月7日的聯合巡查行動中，勞工事務局聯同治安警察局對銀河綜藝館演唱會現場的107名工作人員進行身份核查，其中68名非本地居民需進一步核實其工作許可狀況。
2025年6月10日，治安警察局公佈案情經查後，證實當中68人（17男51女）涉非法工作，年齡介乎20幾至30幾歲，其中60人為在澳就讀高校的中國大陸學生，行動中揭發一名任職酒店的男外僱涉及過界工作。警方以僱用黑工罪，拘控3名來自中國大陸的女負責人，案件移送檢察院偵辦。
演唱會紀念品售賣區查獲大量黑工引起澳門社會強烈反彈和高度關注，尤其澳門本地居民失業情況嚴重之下發生。澳門特別行政區第六屆政府行政長官岑浩輝表示，政府部門會嚴格處理非法工作的問題，尤其大型企業多些承擔社會責任，共同落實本地居民優先就業的政策。澳門立法會多名議員促請政府加強調查黑工行為和作出加重處罰，加強識別，以避免有人利用例外情況卻從事與性質不符的工作。
在《禁止非法工作規章》雖明確界定了非法用工行為，但在執行層面存在諸多漏洞。其中第四條關於外地雇員技術指導等例外條款，竟成為不法分子鑽營的「灰色通道」，因此部分企業通過偽造合作協定，將普通勞務包裝成技術支持項目，以文化交流名義掩蓋非法用工實質。

## 交通配套

### 穿梭巴士

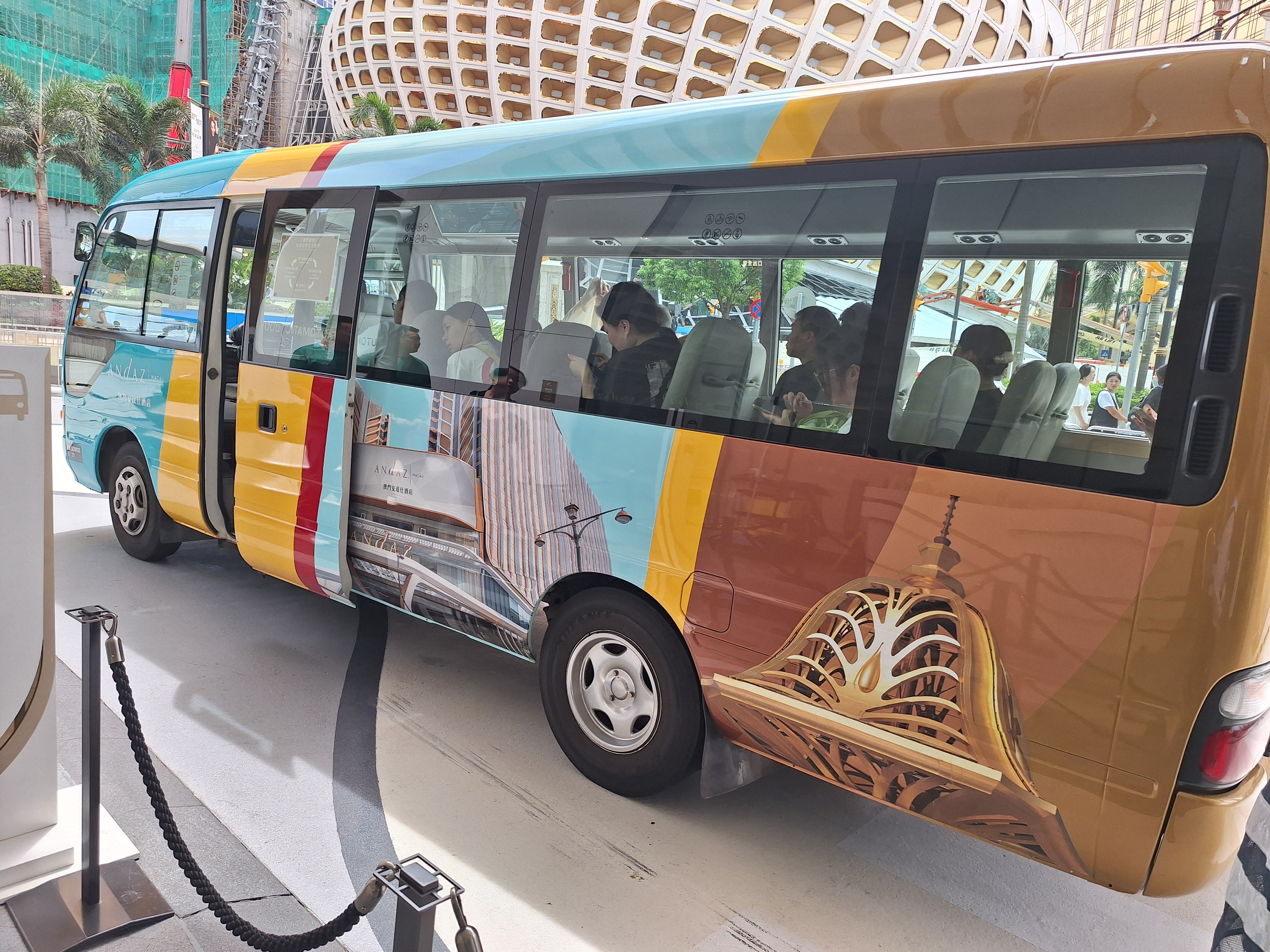
渡假村循環穿梭巴士

- 澳門銀河水晶大堂 ↔ 銀河綜藝館／澳門安達仕酒店（演唱會專用路線）
- 水晶大堂 → 銀河綜藝館／澳門安達仕酒店 → 鑽石大堂 → 澳門百老匯 → 水晶大堂（渡假村常規循環線）

### 公共運輸

#### 巴士
T396 路氹西／金光會展（Cotai Oeste／Cotai Expo）
路線：51A、71S、72、701X
T397 路氹西／銀河（Cotai Oeste／Galaxy）
路線：51A、72

#### 輕軌
█  氹仔線路氹西站

## 外部連結
- 澳門銀河官方網站 （页面存档备份，存于）
- 銀河國際會議中心 （页面存档备份，存于）
- 銀河綜藝館售票網站